# Molekularität
Die Molekularität einer chemischen Reaktion, genauer einer Elementarreaktion, beschreibt die Anzahl der Moleküle, die am geschwindigkeitsbestimmenden Schritt beteiligt sind. Diese Moleküle müssen zeitgleich zusammentreffen, sodass das Produkt entstehen kann. Dabei stellt die Molekularität eine theoretische Größe dar, die für die Aufklärung des Reaktionsmechanismus wichtig ist. Damit grenzt sie sich von der Reaktionsordnung ab, die eine experimentell bestimmte Größe ist.
Im Allgemeinen wird eine Unterteilung in unimolekular, bimolekular und trimolekular vorgenommen.

## Unimolekulare Reaktionen
In einer unimolekularen Reaktion bildet ein einzelnes Molekül A ein Molekül P als Produkt:
{\displaystyle {\ce {A -> P}}}
Das Geschwindigkeitsgesetz einer unimolekularen Reaktion wird durch die Reaktion erster Ordnung beschrieben, die nur von Molekül A und dem Ratenkoeffizienten k abhängt:
{\displaystyle r={\frac {1}{\nu _{\mathrm {A} }}}\cdot {\frac {\mathrm {d} [\mathrm {A} ]}{\mathrm {d} t}}=k\cdot [\mathrm {A} ]}

## Bimolekulare Reaktionen
Bei einer bimolekularen Reaktion müssen zwei Moleküle gleichzeitig zusammentreffen, sodass das Produkt gebildet werden kann:
{\displaystyle {\ce {A + B -> P}}}
Für eine bimolekulare Reaktion ergibt sich das Geschwindigkeitsgesetz aus den Molekülen A und B sowie dem Ratenkoeffizienten k:
{\displaystyle r=-{\frac {\mathrm {d} [\mathrm {A} ]}{\mathrm {d} t}}=-{\frac {\mathrm {d} [\mathrm {B} ]}{\mathrm {d} t}}=k\cdot [\mathrm {A} ]\cdot [\mathrm {B} ]}

## Trimolekulare Reaktion
Für eine trimolekulare Reaktion müssen drei Teilchen gleichzeitig zusammentreffen. Die Wahrscheinlichkeit für dieses Ereignis ist klein. Damit nimmt die Reaktionsgeschwindigkeit ab.
Es sind ein Molekül A und zwei Moleküle B notwendig, um das Produkt zu bilden:
{\displaystyle {\ce {A + 2B -> P}}}

## Unterschied zwischen Molekularität und Reaktionsordnung
Die Molekularität ist eine theoretische Größe, die für die Aufklärung des Reaktionsmechanismus von großer Bedeutung ist und angibt, wie viele Moleküle an der Reaktion beteiligt sind. Dagegen ist die Reaktionsordnung eine experimentell bestimmte Größe.
Die Molekularität ist mit der Reaktionsordnung von Reaktionen in einem Schritt identisch, da alle Teilchen gleichzeitig miteinander reagieren müssen. Über die Reaktionsordnung lässt sich nicht auf die Molekularität schließen.